# 塞尔韦拉德洛斯蒙特斯
塞尔韦拉德洛斯蒙特斯，是西班牙卡斯蒂利亚-拉曼恰托莱多省的一个市镇。总面积32平方公里，总人口383人（2001年），人口密度12人/平方公里。